# Мадрон
Мадрон (сконч. ок. 545 года) — отшельник бретонский. День памяти — 17 мая.
Святой Мадрон (Madron), или Маден (Maden), или Мадерн (Madern), корневиллец по происхождению, был отшельником в Бретани. Его считают покровителем многих храмов, включая располагающийся на месте его отшельничества в Сент-Мадернс Уэлл (en:Saint Madern's Well, рус.: Источник святого Мадерна), Корнуолл, а также двух приходов в Сен-Мало. Многие чудеса связаны с именем святого Мадрона, но о нём по-прежнему мало известно. Его отождествляют со святым Медраном (Medran, память 7 июля), учеником святого Киерана (Kieran, память 5 марта), валлийским святым Патерном (память 15 апреля) или с местным жителем, который сопровождал святого Тудваля (память 1 декабря) в Бретань. Скончался около Лендс-Энда, Корнуолл.

## Тропарь святому Мадрону, глас 2
Out of pagan darkness in the land of Cornwall/
thou didst shine as a witness to Christ./
Holy hermit Madern, entreat Him/
that the light thou didst kindle may ever shine in our hearts.